# Rendsburg (stacja kolejowa)
Rendsburg – stacja kolejowa w Rendsburgu, w kraju związkowym Szlezwik-Holsztyn, w Niemczech. Znajdują się tu 2 perony.